# Philosophie heute
Philosophie heute war eine von Ulrich Boehm initiierte und geleitete Sendereihe, die von 1988 bis 1997 monatlich im WDR ausgestrahlt wurde. In dem ambitionierten Format wurden Features und Diskussionen zu verschiedenen philosophischen Themen gezeigt; u. a. kamen darin Philosophen wie Jürgen Habermas, Karl Popper oder Richard Rorty zu Wort, aber auch Soziologen und Intellektuelle wie Niklas Luhmann oder Susan Sontag. Rüdiger Safranski realisierte mehrere Episoden des Formats.
Ungleich stärker rezipiert als andere Folgen der Sendereihe wurde ein im Jahr 1993 in Rom aufgezeichnetes Interview Safranskis mit dem Wissenschaftsphilosophen Paul K. Feyerabend. Dabei wurde der Drehort bewusst so gewählt, um Feyerabend vor der Kulisse des Petersdoms zeigen zu können. Im Verlauf des Gesprächs relativierte Feyerabend jedoch seine frühere Religionskritik. Eine 2016 auf dem Videoportal YouTube veröffentlichte filmische Parodie weist auf den Kultstatus der Episode mit Paul Feyerabend hin.